# Sørfjord (Osterøy)
Der Sørfjord (norwegisch Sørfjorden) in der norwegischen Provinz (Fylke) Vestland nordöstlich von Bergen ist einer von drei Fjorden, die die Insel Osterøy ringförmig umgeben und sie von der Bergenhalbinsel (norwegisch Bergenshalvøyen) trennen. Die beiden anderen sind der Osterfjord im Nordwesten und der Veafjord im Osten; letzterer geht im Süden breit in den Sørfjord über und ist im Norden durch den Kallestadsund mit Armen des Osterfjords verbunden.

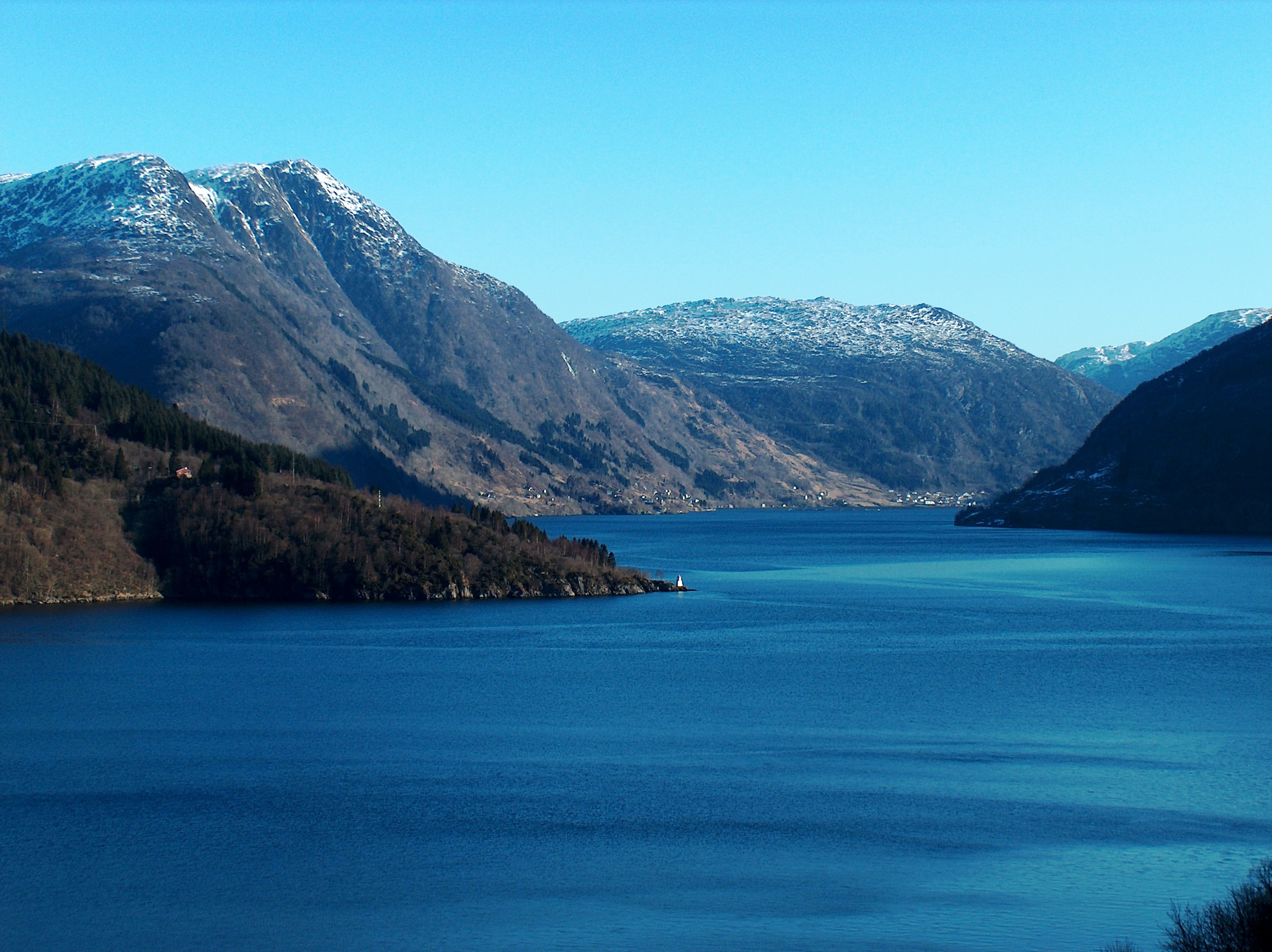
Blick über den Sørfjord nach Nordosten auf Bruvik

Der etwa 30 km lange Sørfjord verläuft entlang der West- und Südseite der Insel und liegt auf den Gebieten der Kommunen Osterøy, Bergen und Vaksdal. Er beginnt im Osten bei dem Dorf Vaksdal, wo der Veafjord in den Sørfjord übergeht, und verläuft von dort in allgemein westsüdwestlicher Richtung bis zur Südspitze der Insel, wo ihn seit 1997 die Osterøy-Brücke überquert. Dort biegt er nach Nordwesten um und endet dann gegenüber dem Dorf Knarvik, wo er sich mit dem von Norden kommenden Osterfjord vereinigt.
Vor der Eröffnung der Osterøy-Brücke („Osterøybrua“) im Jahr 1997 gab es zwei Fährverbindungen über den Fjord: Hausvik—Garnes im Süden und Valestrandsfossen—Breistein im Westen. Heute ist nur noch letztere in Betrieb. Sowohl die Europastraße 16 als auch die Bergenbahn, die Bergen mit Oslo verbinden, verlaufen entlang des Südufers des Fjords.
Entlang des Sørfjords befinden sich u. a. die Siedlungen Vaksdal, Bruvik, Trengereid, Herland, Tunes, Hausvik, Garnes, Votlo, Ytre Arna, Breistein, Valestrandfossen, Hylkje und Steinstø.